# Cenote Holtún

Dibujo esquemático del cenote Holtún, durante el paso cenital del sol los días 23 de mayo y 19 de julio.

El cenote Holtún (cenote del maya ts'ono'ot: caverna con agua) es del tipo cerrado. Se encuentra en el área de Chichén Itzá a 2.6 km al noroeste del templo de Kukulkán, en el actual territorio del estado mexicano de Yucatán. En su interior se han encontrado ofrendas y osamentas pertenecientes a los mayas.

## Características e investigaciones
Holtún significa hueco en la piedra. Se trata de un cenote cerrado cuyo único acceso es un agujero rectangular que fue delineado por los mayas. El nivel del agua se encuentra a unos 26 m abajo del nivel del suelo, la profundidad del cenote alcanza los 80 m.
Los arqueólogos Guillermo de Anda Alanís y Rafael Cobos han recuperado alrededor de 12 osamentas, huesos de animales, vasijas, cuentas de jade y puntas de rayas utilizadas para autosacrificio. Además existe una estructura que presumiblemente fue utilizada como un altar. 
De acuerdo a las investigaciones del arqueoastrónomo Arturo Montero, cuando ocurre el paso cenital en Chichén Itzá —los días 23 de mayo y 19 de julio— un observador ubicado en lo alto del templo de Kukulkán puede ver el ocaso del sol en una dirección de 292° 30' azimut, en esa línea casi coincide con la entrada del cenote Holtún. En el momento del cénit en estos días, la luz del sol penetra en forma totalmente vertical por lo que el reflejo es hacia la misma entrada y no hacia las paredes de la caverna, como ocurre en el resto de los días del año. 
Es posible que las ofrendas que se encontraron sumergidas en un recoveco de la caverna se encontraran en un punto seco debido a que durante la época prehispánica el nivel fréatico estuviese más bajo que el actual. De acuerdo al paleoclimatólogo Mark Brenner, hacia la etapa terminal del Período Clásico mesoamericano y etapa temprana del Período Posclásico mesoamericano (800 a 1200 d. C.) ocurrieron grandes sequías.